# Potestà maritale
L'istituzione della potestà maritale prevede che l'uomo assuma in una famiglia, oltre alla patria potestà, anche un ruolo predominante rispetto a quello della moglie. Riguarda i campi più disparati, tra i quali il diritto della moglie coniugata di stipulare indipendentemente contratti, intentare cause e amministrare beni, come anche il suo ruolo nei confronti dell’educazione dei figli, della scelta del domicilio, del lavoro e del cognome adottato dalla moglie. Un ruolo non indifferente giocano peraltro le modalità di divorzio.

## Esempi più antichi
- La subordinazione della moglie faceva parte nell'antica Roma della cosiddetta patria potestas, dove vi era potere di condannare a morte moglie, figli e schiavi in caso vi fossero motivi ritenuti gravissimi; tuttavia, in caso di maltrattamenti e percosse, vi era la possibilità da parte della moglie di chiedere divorzio e restituzione della dote. Secondo il diritto romano, senza il permesso del marito una donna non poteva né intentare una causa a suo nome né stipulare un contratto.[1]
- Secondo il diritto germanico, come descritto da Johann Gottlieb Heineccius, spettava al marito il compito di proteggere la moglie e di amministrarne i beni.[2]
- La Shari'a sancisce, tra l'altro, che quello di picchiare la moglie sia, seppure con limitazioni, un diritto;[3][4] non meno di svariate altre norme presenti nella Bibbia, tuttavia prive di valore giuridico nei paesi tradizionalmente orientati al Cristianesimo, ma ritenute valide dalle frange più tradizionaliste della società ebraica, in quanto contenute nell'Antico Testamento.[5]

## In età contemporanea
Dove questa istituzione è in vigore, l'uomo ha dunque il diritto di impartire ordini e divieti alla moglie, come anche il diritto di punirla. Il principio era saldamente ancorato, fino ad alcuni decenni fa, nella maggior parte delle legislazioni, mentre persiste in molte delle legislazioni dei paesi non appartenenti al mondo occidentale.
- Tra l'altro, il principio trovava applicazione anche nel Regno d'Italia post-unitario: rispetto al diritto romano, i poteri del marito erano limitati, benché la moglie non potesse esercitare attività lavorativa senza il permesso del marito.[8]
- Simili principi, seppure di ambito limitato, valevano fino a pochi anni fa anche in paesi europei. In Italia l'istituzione della potestà maritale era prevista nel Codice Civile (art,. 144); nel 1975 tale normativa veniva abrogata a favore dell'articolo 263, 1. (19 maggio) con la riforma del diritto di famiglia.[9]
- Il principio fu confermato in Spagna con la riforma del Codice Civile del 1958. Fino al 1975, il Codice Civile spagnolo prevedeva che il marito dovesse proteggere la moglie e questa ubbidire al marito.[10] Per quanto riguarda la dimora, si stabiliva che la moglie dovesse seguire il marito al domicilio da lui scelto.[11]

## Abolizione
Un passo importante verso il principio di parità fu la Convenzione sull'eliminazione di ogni forma di discriminazione della donna promulgata dall’assemblea generale dell’ONU ed entrata in vigore nel 1981, anche se non ratificata da tutti gli Stati membri. In generale, essa impegna i paesi firmatari ad assicurarne i principi nella Costituzione e di adottare le misure legislative adatte, adottando ogni misura adeguata.
In particolare, si stabiliscono gli stessi diritti personali attribuiti al marito, tra cui la scelta di un lavoro e del cognome.
Nei Paesi Bassi il principio fu abolito nel 1958.
In Francia il principio fu abolito in modo definitivo grazie alla legge del 13 luglio 1965.
In Italia, con la Legge n. 151/1975, il concetto di patria potestà viene sostituito da quello di potestà genitoriale, cui subentrava a sua volta, nel 2013, il concetto di responsabilità genitoriale.
Citate in giudizio per il fatto di aver picchiato la moglie, in tempi recenti sempre più persone di fede diversa da quella predominante nel paese in cui vivono si appellano al principio di libertà di religione per legittimare quello di potestà maritale.